# 인사이더 (드라마)
《인사이더》은 2022년 6월 8일부터 2022년 7월 28일까지 방송했던 JTBC 수목 드라마였다.

## 기획 의도
잠입 수사를 하던 사법 연수생이 나락으로 떨어진 뒤 교도소 도박판에서 고군분투하는 액션 서스펜스 드라마

## 제작진

### 극본
- 문만세 : OCN 《프리스트》(집필) 집필

### 연출
- 민연홍 : SBS 일일 드라마 《못난이 주의보》(공동 연출), SBS 플러스 《여자만화 구두》(공동 연출), SBS 아침 드라마 《해피시스터즈》(공동 연출), OCN 《애간장》(연출), SBS 주말 특별 기획 드라마 《미스 마 - 복수의 여신》(공동 연출), 채널A 금토 드라마 《터치》(연출), OCN 《미씽: 그들이 있었다》(연출) 연출

## 등장 인물
- (†) 표시는 드라마 상에서 최종적으로 사망한 인물이다.

### 주요 인물
- 강하늘 : 김요한 역 - "살아남고야 말겠다, 내가 살아있는 한 판은 끝나지 않으니까."

할머니를 혼자 모시고 사는 사법연수생. 아버지처럼 생각했던 선배 검사들의 제안으로 언더커버 수사를 하다 감옥에 간다. 모든 걸 잃게 되자 모두가 외면한다. 잃어버린 내 인생을 되찾을 유일한 카드는 오로지 나, 내 자신 뿐이라는 걸 깨닫고 교도소 제일 밑바닥에서 텍사스 홀덤부터 배우기 시작한다.
- 이유영 : 오수연 역 (본명 이연수) - "조금만 참으면 서초동에서 내릴 수 있는데 왜 벌써 내리려 그래."

밤업소에서 만든 자금과 인맥으로 각종 이권사업에 개입하는 강남 화류계의 대마담, 마담의 탈을 쓴 사업가이다. 검사의 타겟수사에 어머니를 잃고 일평생 복수를 꿈꿔왔지만 상대는 검찰요직을 거치며 더 거대해졌다. 거악을 무너뜨릴 칼을 찾던 그녀 앞에 언더커버 수사를 시작한 김요한이 나타난다.
- 허성태 : 윤병욱 역 - "세상에 안 되는 게 어딨어."

대기업 회장들을 쥐락펴락하는 서울중앙지검 금융조세조사2부의 부장검사, 좋은 머리로 누구보다 일찍 사법고시를 패스하였고 부동산 사업을 하는 처가의 지원으로 누구보다 일찍 승진해왔다. 부패수사청 신설을 반대하는 중수부 라인의 실세로 목진형이 김요한을 언더커버로 심은 사실을 일찍 간파해낸다.
(서울중앙지방검찰청 금융조세조사2부장 → 대검찰청 수사기획관)
- 김상호 : 목진형 역 - "더러븐 일은 이 목진형이가 다 할테니까.. 함 가보입시더!"

족보가 없어 한 평생 지방만 돌다 온 검찰 내 대표 비주류, 현 서울북부지검 형사부장검사. 고위공직자 비리를 수사하던 옛 "사직동팀" 출신으로 공작음모에 능통하다. 신설되는 부패수사청을 인생의 기회라 여기고 반대세력의 약점을 잡기 위해 사법연수생인 요한을 언더커버로 발탁한다.
- 강영석 : 장선오 역 - "이 구라의 세계에서는 믿을 놈 찾는 게 일이요."

약관의 나이에 노름 하나로 성주교도소를 장악한 희대의 도박 천재, 교도소에 입소한 김요한에게 도박과 싸움을 가르쳐주고 김요한을 후계자이자 파트너로 키워낸다. 과거의 악연인 양준에게 복수를 꿈꾸고 있다.
- 박성근 : 홍상욱 역 - "정권은 5년이지만 기수는 불멸이야."

부패수사청 신설을 반대하는 중앙수사부 라인의 수장, 대검찰청 중수부장이다. 검찰 내 주류에서 무난하게 승진해왔다. 명예만큼이나 돈도 좋아하고 위계를 따지면서도 이익 앞에서는 꽉 막히지 않은 처신으로 공직에 있으면 안 될 유형이지만 검사 선후배들 사이에서는 신망이 매우 두터운 인물이다.
(대검찰청 중앙수사부장 → 서울중앙지방검찰청장)
- 강신효 : 홍재선 역 - "시작은 니가 했어, 그냥 인간적으루 인과응보다 라고 생각해라."

홍상욱의 아들. 김요한의 법대, 사법연수원 동기. 항상 김요한에게 밀려 2등만 했다. 그러다 사법연수원 졸업을 앞두고 김요한의 언더커버 작전이 실패로 돌아가자 주저 없이 김요한을 나락으로 보내는데 일조한다.

### 요한 주변인물
- 예수정 : 신달수 역 (†) - 요한의 할머니.
- 김시은 : 박로사 역 - 본청 감찰담당관실 경감, 수연과 함께 신달수 사망사건을 재수사한다.
- 문성근 : 도원봉 역 - 사채왕
- 홍서준 : 구본철 역 - 요한과 지독하게 얽히는 변호사

### 성주교도소
- 성지루 : 허상수 역 - 성주교도소장
- 문종원 : 김성범 역 - 보안과장
- 최대훈 : 노승환 역 - 일명 남대문, 경제사범
- 조희봉 : 류태훈 역 - 일명 교수

### 부경파
- 최무성 : 송두철 역 (†) - 간부

- 차엽 : 김길상 역 - 송두철의 오른팔

- 한재영 : 조해도 역 - 사기도박 하우스 운영자

- 윤병희 : 김우상 역 - 일명 통돌이

- 한규원 : 엄익수 역 - 일명 스님

### 서초동 카르텔
- 허동원 : 양준 역 - 더스킨네이션 회장

- 정만식 : 양화 역 - 골드맨 투자자문 사장, 부경파 보스

- 김지나 : 진수민 역 - 더스킨네이션 이사, 골드맨 카지노 자금 세탁 관리인

### 그 외 인물
- 한보름 : 애니 스티븐스 역 - 타고난 미모와 승부사 기질을 소유한 로비스트, 골드맨 총괄 자금 관리 담당
- 정휘욱 : 권대일 역 (†) - 용문경찰서 형사과 경위, 누군가의 사주를 받고 신달수 사망사건을 조기 종결시킨 인물
- 김민승 : 우민호 역 (†) - 권대일이 비호해주었던 아이, 누군가의 압박에 의해 신달수를 유인했던 인물 (2회~)
- 오태경 : 우상기 역 - 우민호의 아버지, 과거 골드맨의 자금세탁 담당 (6회~)
- 한성수 : 이태광 역
- 손경원 : 심재철 역 - 새로 부임해 온 성주교도소장
- 김귀선 : 서진철 역 - 동대문 태평 프라자 회장
- 유하복 : 김정규 역 - 사법연수원 24기, 법무부 기조실장, 부패수사청장 내정후보자
- 이하율 : 김우재 역 - 사법연수원 36기, 서울서부지검 형사 4부 소속, 윤병욱 직속 후배이지만 자신의 소신이 뚜렷한 검사
- 이채경 : 노영국 처 역
- 미상 : 오한나 역 - 오수연(이연수)의 어머니

### 특별출연
- 유재명 : 노영국 역 (†) - 사법연수원장, 요한을 언더커버로 발탁하는데 가교역할을 한 인물.
- 판빙빙 : 람 역 - 마카오에서 온 해결사, 애니의 자리를 꿰찬 인물.
- 하준 : 임희수 역 - 국정원 요원, 람을 쫓기 위해 요한을 납치해 협조를 제안한 인물.
- 정웅인 : 국내 굴지의 기업 회장의 장남, 윤병욱에게 불법장기밀매 정황으로 협박을 당한 인물 (1회)

## 시청률
최저 시청률과 최고 시청률은 시청률 조사회사와 지역별로 시청률에 차이가 있을 수 있습니다.
| 2022년 | 2022년   | 2022년         | 2022년       |
| 회차   | 방송일   | AGB 시청률     | AGB 시청률   |
| 회차   | 방송일   | 대한민국(전국) | 서울(수도권) |
| ------ | -------- | -------------- | ------------ |
| 제1회  | 6월 8일  | 2.568%         | -            |
| 제2회  | 6월 9일  | 3.274%         | 3.413%       |
| 제3회  | 6월 15일 | 3.382%         | 3.188%       |
| 제4회  | 6월 16일 | 3.306%         | 2.605%       |
| 제5회  | 6월 22일 | 3.184%         | 3.032%       |
| 제6회  | 6월 23일 | 3.414%         | 3.108%       |
| 제7회  | 6월 29일 | 3.087%         | 2.693%       |
| 제8회  | 6월 30일 | 3.104%         | 3.025%       |
| 제9회  | 7월 6일  | 2.756%         | 2.345%       |
| 제10회 | 7월 7일  | 2.928%         | 2.669%       |
| 제11회 | 7월 13일 | 2.947%         | 2.750%       |
| 제12회 | 7월 14일 | 3.139%         | 2.943%       |
| 제13회 | 7월 20일 | 2.781%         | 2.640%       |
| 제14회 | 7월 21일 | 2.609%         | 2.202%       |
| 제15회 | 7월 27일 | 2.944%         | 2.713%       |
| 제16회 | 7월 28일 | 3.231%         | 2.662%       |

## 참고 사항
- 차엽, 최무성은 영화 《롱 리브 더 킹: 목포 영웅》 이후 3년 만에 재회해 캐스팅 됐다.
- 정만식, 김상호는 영화 《잠복근무》 이후 17년 만에 재회해 캐스팅 됐다.
- 강하늘, 한재영은 영화 《재심》 이후 5년 만에 재회해 캐스팅 됐다.
- 1회 방송 내용은 영상이 삭제됐다.[2]
- 극중 람 역으로 특별출연했던 중국인 배우 판빙빙의 한국드라마 첫 출연작이기도 하다

## 수상 목록
- 2022년 에이판 스타 어워즈 남자 연기상 (허성태)